# برج کاچرو
برج کاچرو (متولد ۱۹۳۲ در سرینگار، کشمیر) استاد ممتاز علوم و هنرهای مقدماتی در دانشگاه ایلینوی در اوربانا شامپاین است. او همسر یامونا کاچرو و پدر شمت کاچرو است.